# 宮城光
宮城 光（みやぎ ひかる、1962年11月19日 - ）は、兵庫県西宮市出身の元オートバイライダー、レーシングドライバーである。 

## 経歴
1982年に2輪レースデビューし、全日本選手権及び全米選手権で活躍した。1998年に帰国後は、4輪レースにも参戦を開始。スーパー耐久に参戦。翌年ST-4クラスシリーズチャンピオンに輝く。2001年には十勝24時間レースにホンダ・インテグラで参戦。土屋圭市、金石勝智、伊藤大輔と共にクラス優勝を果たしている。また、全日本GT選手権にも2000年に参戦した経験を持つ。現在はインストラクターとして、安全運転の講習会の講師を務めたり、ドライビングレッスンの指導を行う他、鈴鹿8時間耐久レースの監督やロードレース世界選手権のテレビ解説者としても活躍している。

## レース戦績

### 全日本GT選手権
| 年     | チーム                       | 使用車両      | クラス | 1       | 2       | 3   | 4      | 5   | 6   | 7   | 順位 | ポイント |
| ------ | ---------------------------- | ------------- | ------ | ------- | ------- | --- | ------ | --- | --- | --- | ---- | -------- |
| 2000年 | アビリティ・モータースポーツ | ポルシェ・911 | GT300  | TRM DNS | FSW DNQ | SUG | FSW 14 | TAI | MIN | SUZ | NC   | 0        |